# Кашин Микола Іванович
Кашин Микола Іванович (7 січня 1912, село Чадрома, Вельський повіт, Вологодська губернія, Російська імперія — 30 березня 1955, Архангельськ, РРФСР, СРСР) — радянський офіцер-політпрацівник, учасник другої світової війни, Герой Радянського Союзу.

## Біографія
Народився 7 січня 1912 року в селі Чадрома Вельського повіту Вологодської губернії (нині Устьянський район Архангельської області). Після закінчення п'яти класів школи, працював у господарстві батька на підсочці та смолокурінні. У 1931 році закінчив курси майстрів при Вельському хімлісгоспі і був направлений на роботу в Ліходіївську лісохімічну артіль. Ще через рік закінчив Всесоюзні курси інструкторів лісохімічних промислів та був призначений начальником дільниці у Вельському районі. Член ВКП(б) із грудня 1939 року.
У грудні 1939 року добровольцем пішов до РККА. Зарахований до стрілецького батальйону, брав участь у Радянсько-фінській війні. Після демобілізації у 1940 році працював інструктором відділу кадрів у Шенкурсському райкомі ВКП(б).
Через півроку після початку другої світової війни, у грудні 1941 року, знову призваний до армії Чебсарським РВК Вологодської області.
У травні 1942 року М. І. Кашин отримав легке поранення під час Мурманської наступальної операції на Карельському фронті, де він воював у складі 5-ї окремої лижної бригади. Був важко поранений у серпні 1943 року у боях на Південно-Західному фронті.